# E91
E91 är en 170 km lång europaväg som går i södra Turkiet, nära gränsen mot Syrien.

## Sträckning
Toprakkale - İskenderun - Antakya - Yaylada - gränsen Turkiet-Syrien. Vägen slutar vid gränsen eftersom Syrien inte har europavägar och inte heller deltar i samarbetet.

## Standard
E91 är knappt hälften motorväg, nr O-53, och resten landsväg.

## Anslutningar
E91 ansluter till E90 och E98.